# فل وترز (ویرجینیای غربی)
فل وترز(به انگلیسی: Falling Waters) شهری در ایالت ویرجینیای غربی کشور ایالات متحده آمریکا است که جمعیت آن در سرشماری سال ۲۰۱۰ میلادی، ۸۷۶ نفر بوده‌است.